# Timoixenko
Timoixenko (en (ucraïnès) i rus: Тимошенко) és un poble de la República Autònoma de Crimea, a Ucraïna, que el 2014 tenia 589 habitants. Pertany al districte de Krasnogvardiiske.